# HMS Sheffield (C24)
«Ше́ффілд» (C24) (англ. HMS Sheffield (C24) — військовий корабель, легкий крейсер типу «Таун» (1936) Королівського військово-морського флоту Великої Британії за часів Другої світової війни.

## Історія створення
«Шеффілд» був закладений 31 січня 1935 року на верфі компанії Vickers-Armstrongs, у містечку Ньюкасл-апон-Тайн. 25 серпня 1937 року увійшов до складу Королівських ВМС Великої Британії.